# Batalla de Cartagena (460)
La batalla de Cartagena fue un enfrentamiento militar naval ocurrido el 13 de mayo del año 460 (o 461) entre la armada romana y la vándala, en el contexto de los intentos del emperador Mayoriano de reconquistar los territorios romanos perdidos. El encuentro, que tuvo lugar frente a las costas de la provincia romana de Carthaginiensis, se saldó con una victoria vándala.

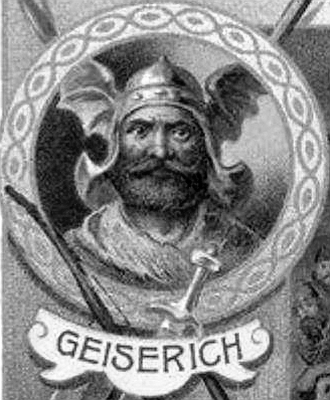
Genserico, rey marinero de los vándalos
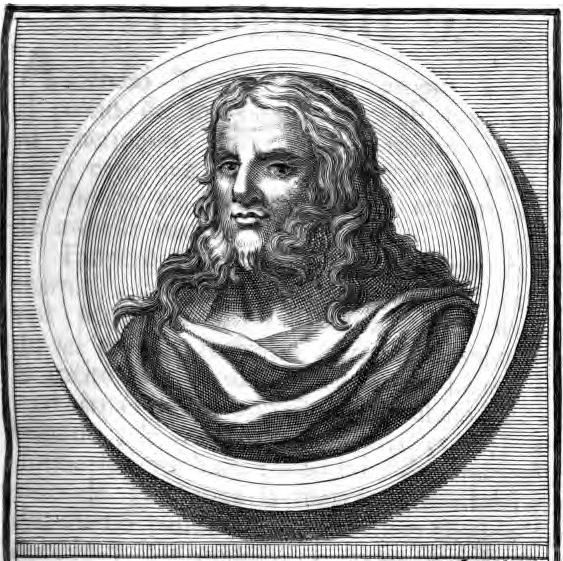
Aliado incierto: Teodorico, rey de los visigodos
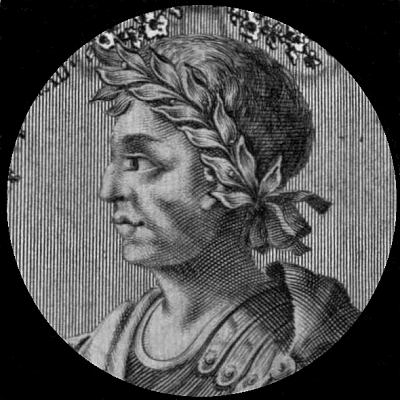
Traidor y ahorcado: Ricimero, jefe militar
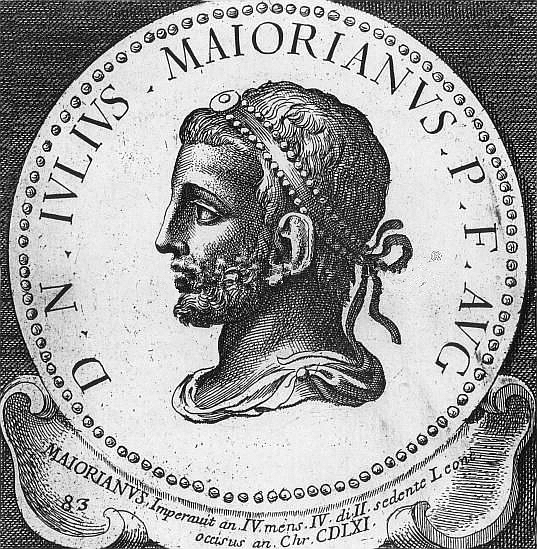
Mayoriano, emperador romano de Occidente

## Contexto
En 457, Mayoriano accedió al trono del Imperio romano de Occidente, limitado territorialmente, en aquel momento, a la península itálica, Dalmacia y algunas partes del norte de la Galia. Habiéndose propuesto restaurar las antiguas fronteras del imperio, invadió el sur de la Galia en 458 y derrotó a los visigodos de Teodorico II en la batalla de Arelate (la actual Arlés, en Francia). Tras vencer a los godos radicados en Hispania y Septimania e imponerles la condición jurídica de pueblo federado, Mayoriano comenzó a reunir una flota en Portus Ilicitanus (como se conocía entonces a la actual Santa Pola), el puerto para Ilici (Elece, la actual Elche), cerca de Carthago Nova (Carthago Spartaria, actual Cartagena), con la que tenía la intención de invadir el reino vándalo, en el norte de África.

460: Eo anno captae sunt naves a Vandalis ad Elecem juxta Carthaginem Spartariam.
Marius Aventicensis: Crónica del obispo de Aventicum

## La batalla
En la primavera de 460 (o 461), Mayoriano disponía de 300 barcos ya construidos y esperaba algunas más para el otoño. Los vándalos decidieron golpear antes de que la armada romana se convirtiera en una fuerza insuperable. El 13 de mayo, una flota de los  vándalos bajo el mando de Genserico atacó a los romanos por sorpresa. Muchos de los capitanes romanos habían sido sobornados, por lo que casi no hubo respuesta. La armada romana fue totalmente destruida junto a cualquier esperanza romana de reconquistar el norte de África. Así relató Hidacio lo sucedido:

Mense Maio Majorianus Hispanias ingreditur imperator: quo Carthaginiensem provinciam pertendente, aliquantas naves quas sibi ad transitum adversum Wandalos praeparabat, de littore Carthaginiensi commoniti Wandali per proditores abripiunt. Majorianus ita sua ordinatione frustratus ad Italiam revertitur.
En el mes de mayo, el emperador Mayoriano entró en Hispania; cuando pasaba por la provincia cartaginense, algunos barcos que preparaba para una travesía contra los vándalos, fueron tomados de la costa cartaginense por traidores, advertidos por los vándalos. Majorianus, frustrado con su organización, regresa a Italia.

## Cultura popular
El choque aparece listado como una de las batallas históricas que permite librar el videojuego de estrategia Total War: Attila (2015).